# Enna echarate
Espèce
Enna echarate est une espèce d'araignées aranéomorphes de la famille des Trechaleidae.

## Distribution
Cette espèce est endémique de la région de Cuzco au Pérou,.

## Description
La femelle holotype mesure 8,54 mm.

## Étymologie
Son nom d'espèce lui a été donné en référence au lieu de sa découverte, Echarati.

## Publication originale
- Silva & Lise, 2009 : On the taxonomy of Trechaleidae (Araneae: Lycosoidea) from Colombia and Peru. Zoologia (Curitiba), vol. 26, p. 357-362 (texte intégral).